# WNF Wn 11
Die WNF Wn 11 war ein leichtes Amphibienflugzeug der Wiener Neustädter Flugzeugwerke.

## Konstruktion
Die Wn 11 war ein Land-/See-Flugzeug in Flugbootform mit zwei auf den Tragflächen auf Dreibeinböcken montierten Triebwerken und seitlichen Stützschwimmern. Die beiden Haupträder des Fahrwerkes waren vom Rumpf abgespreizt. Sie wurden bei Verwendung des Flugzeuges an Land zum Rumpf angezogen und konnten dann als Fahrwerk verwendet werden.
Das Flugzeug war ausgeführt als freitragender Schulterdecker mit abgestrebtem Normalleitwerk in Gemischtbauweise. Tragfläche und Leitwerk waren als Holz- bzw. Stahlrohrgerüste mit Sperrholzbeplankung und imprägniertem Stoffüberzug gebaut. Rumpf und Stützschwimmer waren aus Holz gefertigt. Der Rumpfboden war flach gekielt, mit zwei flachen Stufen. Die Haupträder mit ihren Fahrwerksbeinen waren hydraulisch vom Rumpf nach seitlich-oben hin wegverschiebbar, um beim Wassereinsatz des Flugzeuges die Räder bei Start und Landung außerhalb des Wassers zu halten. Die Motoren hatten Zweiblatt-Holzverstellluftschrauben. Der Kraftstoffvorrat betrug 210 kg bis 280 kg, untergebracht im Mittelflügel. Die Maschine war ausgerüstet mit Doppelsteuerung, Bordanlasser, Scheinwerfer und Blindfluginstrumentierung. Der Einstieg in das Flugzeug erfolgte durch das Kabinendach.

## Geschichte
Die Wn 11 wurde 1934/35 bei der Flugzeugbau Hopfner als HV 11 entwickelt. Die Fertigung der Maschine erfolgte ab 1935 bei der Abteilung Flugzeugbau der Hirtenberger Patronenfabrik in Wiener Neustadt unter der Bezeichnung Hirtenberg HA 11. Das Flugzeug konnte neben dem Piloten drei Fluggäste befördern. Zwei Siebenzylinder-Sternmotoren Sh 14 A-4 mit je 160 PS (ca. 120 kW) trieben die Maschine an.
Die militärische Ausführung des Amphibienflugzeuges bekam die Bezeichnung Hirtenberg HAM 11. In der militärischen Version hatte die Maschine je ein bewegliches MG im Rumpfbug und eines auf dem Rumpfrücken und konnte zwei 25-kg-Bomben unter den Flügeln tragen. Die Militärversion hatte auch stärkere Motoren als die HA 11, zwei Neunzylinder-Sternmotoren Walter „Bora“ RC mit je 270 PS (ca. 200 kW) Leistung.
Nach dem Anschluss Österreichs an das Deutsche Reich im März 1938 übernahm die durch den Zusammenschluss mehrerer Firmen gebildete Wiener-Neustädter-Flugzeugwerke GmbH die Produktion des zivilen Amphibienflugzeuges unter der Bezeichnung WNF Wn 11. Die deutsche Luftwaffe setzte das Flugzeugmuster als Reiseflugzeug für Stabsoffiziere, für Verbindungs- und leichte Transportaufgaben, für die Schifffahrtsüberwachung auf Binnen- und Küstengewässern sowie für die Seefliegerausbildung ein.
1939 wurde eine verstärkte Ausführung mit zwei 240-PS-Triebwerken Hirth HM 508 D (Achtzylinder-V-Motoren) in Auftrag gegeben.

## Technische Daten
| Kenngröße             | Daten der HAM 11                             |
| --------------------- | -------------------------------------------- |
| Besatzung             | 3                                            |
| Länge                 | 10,45 m                                      |
| Spannweite            | 14,10 m                                      |
| Höhe                  | 3,15 m                                       |
| Flügelfläche          | 30,40 m²                                     |
| Flügelstreckung       | 6,5                                          |
| Leermasse             | 1.300 kg                                     |
| normale Startmasse    | 2.250 kg                                     |
| maximale Startmasse   | 2.500 kg                                     |
| Triebwerke            | 2 Neunzylinder-Sternmotoren Walter „Bora“ RC |
| Leistung              | je 270 PS (ca. 200 kW)                       |
| Höchstgeschwindigkeit | 230 km/h in 100 m Höhe                       |
| Reisegeschwindigkeit  | 186 km/h in 100 m Höhe                       |
| Steiggeschwindigkeit  | 250 m/min                                    |
| maximale Reichweite   | 900 km                                       |
| maximale Flugdauer    | 5,2 h bei 175 km/h                           |
| Gipfelhöhe            | 4.500 m                                      |

## Quelle
- Ulrich Israel: Flugboote des zweiten Weltkrieges. Deutscher Militärverlag, Berlin (Ost) 1972, S. 110–111.